# بیوشیمی فیزیک
در بیوشیمی فیزیک به مطالعه خواص فیزیکی درشت مولکول‌های زیستی، شامل پروتئینها، RNA، DNA و پلی‌ساکاریدها پرداخته می‌شود. این خواص فیزیکی امکان توصیف ساختار درشت مولکول‌ها در سطوح مختلف، از سطح اتمی تا مجموعه‌های چند واحدی بزرگ را فراهم می‌کند. برای اندازه‌گیری این خواص یک بیوشیمیست باید اندرکنش این مولکول‌ها را با انواع مختلف پرتوها، رفتار این مولکولها در میدان‌های الکتریکی، مغناطیسی و فرا مرکز گریزی را مطالعه کند.